# Esta é a nossa pátria bem amada
Esta è a Nossa Pátria Bem Amada (trad. "Questa è la Nostra Amatissima Patria") è l'inno nazionale della Guinea-Bissau. È stato scritto nel 1963 da Amílcar Lopes Cabral (leader  per l'indipendenza di Capo Verde e Guinea-Bissau). Durante una sua visita in Cina, Cabral ascoltò una canzone creata dal compositore locale Xiao He e lo chiamò a comporre la melodia del futuro inno, che fu adottato durante la dichiarazione di indipendenza il 24 settembre del 1974. Anche Capo Verde ha usato per l'opera come suo inno nazionale tra il 1975 e il 1996, quando fu sostituito con l'inno attuale: Cântico da Liberdade.

## Testo in lingua portoghese
Sol, suor, o verde e o mar,
Séculos de dor e esperança;
Esta è a terra dos nossos avós!
Fruto das nossas mãos,
Da flôr do nosso sangue:
Esta è a nossa pátria amada.
Coro:
Viva a pátria gloriosa!
Floriu nos céus a bandeira da luta.
Avante, contra o jugo estrangeiro!
Nós vamos construir
Na pátria imortal
A paz e o progresso!
Nós vamos construir
Na pátria imortal
A paz e o progresso! paz e o progresso!
Ramos do mesmo tronco,
Olhos na mesma luz:
Esta è a força da nossa união!
Cantem o mar e a terra
A madrugada e o sol
Que a nossa luta fecundou.
Coro»

## Traduzione
Il Sole, il sudore, il verde e il mare,
Secoli di dolore e di speranza;
Questa è la terra dei nostri antenati.
Frutto delle nostre mani,
Del fiore del nostro sangue:
Questo è il nostro amato paese.
(RIT.): Viva il nostro paese glorioso!
La bandiera della nostra lotta
È sventolata nei cieli.
Avanti, contro il giogo straniero!
Stiamo andando a costruire
Pace e progresso
Nel nostro paese immortale!
Pace e progresso
Nel nostro paese immortale!
Rami dello stesso tronco,
Occhi nella stessa luce;
Questa è la forza della nostra unità!
Cantano il mare e la terra,
L'alba e il sole
Che la nostra lotta ha dato i suoi frutti!
(RIT.)